# Leszek Nowosielski
Leszek Nowosielski (Montréal, 12 settembre 1968) è un ex schermidore canadese.

## Biografia
È il fratello dello schermidore Dan Nowosielski.

## Palmarès
In carriera ha conseguito i seguenti risultati:
- Giochi Panamericani:

Indianapolis 1987: bronzo nella sciabola a squadre.
Mar del Plata 1995: bronzo nella sciabola a squadre.